# Tricalysia dauphinensis
Tricalysia dauphinensis är en måreväxtart som beskrevs av Ranariv. och De Block. Tricalysia dauphinensis ingår i släktet Tricalysia och familjen måreväxter. Inga underarter finns listade i Catalogue of Life.